# Coupe du monde de rugby à XIII 1960
Navigation
Australie 1960 Australie 1970
La Coupe du monde de rugby à XIII 1960 est organisée du 24 septembre au 8 octobre en Angleterre. La Grande-Bretagne, avec de fortes individualités comme Vince Karalius, Derek Turner, le monumental pilier Brian McTigue, et le leader Frank Myler, bat les trois autres participants. Aussi, comme ce fut déjà le cas trois ans plus tôt pour l'Australie, la Grande-Bretagne est déclarée championne du monde et la finale remplacée par un match de gala entre le nouveau titré et le "Reste du monde" qui est d'ailleurs largement battu à cette occasion.

## France
Les sélectionneurs sont Jean Duhau et René Duffort.
| Nom              | Âge | Matchs (Ptsmarqués) pendant l'édition | Club             |
| ---------------- | --- | ------------------------------------- | ---------------- |
| Jean Barthe (c)  | 28  | 3 (0)                                 | R.C. Roanne      |
| Angelo Boldini   | 30  | 2 (0)                                 | U.S. Villeneuve  |
| André Casas      | 26  | 2 (0)                                 | XIII Catalan     |
| Jacques Dubon    | 29  | 3 (3)                                 | U.S. Villeneuve  |
| Robert Eramouspé | 25  | 3 (0)                                 | R.C. Roanne      |
| Georges Fages    | 26  | 2 (0)                                 | R.C. Albigeois   |
| Raymond Gruppi   | 22  | 3 (6)                                 | U.S. Villeneuve  |
| Joseph Guiraud   | 31  | 1 (0)                                 | XIII Limouxin    |
| André Lacaze     | 29  | 3 (10)                                | U.S. Villeneuve  |
| Claude Mantoulan | 24  | 3 (6)                                 | R.C. Roanne      |
| Jacques Merquey  | 30  | 3 (0)                                 | U.S. Villeneuve  |
| Yves Mézard      | 28  | 1 (0)                                 | S.U. Cavaillon   |
| Louis Poletti    | 30  | 3 (0)                                 | A.S. Carcassonne |
| Aldo Quaglio     | 28  | 3 (0)                                 | R.C. Roanne      |
| Roger Rey        | 29  | 3 (0)                                 | S.O. Avignon     |
| Francis Rossi    | 23  | 0 (0)                                 | R.C. Marseille   |
| André Vadon      | 26  | 1 (0)                                 | R.C Albigeois    |

## Déroulement du tournoi

### Phase de poule
| Tournoi |                  |   |   |   |   |    |    |      |     |
|         | Équipe           | J | V | N | D | PP | PC | Δ    | Pts |
| 1       | Grande-Bretagne  | 3 | 3 | 0 | 0 | 66 | 18 | + 48 | 6   |
| 2       | Australie        | 3 | 2 | 0 | 1 | 37 | 37 | 0    | 4   |
| 3       | Nouvelle-Zélande | 3 | 1 | 0 | 2 | 32 | 44 | - 12 | 2   |
| 4       | France           | 3 | 0 | 0 | 3 | 19 | 55 | - 36 | 0   |

| 24 septembre | Grande-Bretagne  | 23 - 8  | Nouvelle-Zélande | Odsal, Bradford          |
| 24 septembre | Australie        | 13 - 12 | France           | Central Park, Wigan      |
| 1er octobre  | Australie        | 21 - 15 | Nouvelle-Zélande | Headingley, Leeds        |
| 1er octobre  | Grande-Bretagne  | 33 - 7  | France           | Station Road, Pendlebury |
| 8 octobre    | Grande-Bretagne  | 10 - 3  | Australie        | Odsal, Bradford          |
| 8 octobre    | Nouvelle-Zélande | 9 - 0   | France           | Central Park, Wigan      |

#### Grande-Bretagne - Nouvelle-Zélande
(mt : )
Homme du match : 
Points marqués :
- Grande-Bretagne :
- Nouvelle-Zélande :

Évolution du score :
Arbitre : 

#### Australie - France
(mt : )
Homme du match : 
Points marqués :
- Australie :
- France : 2 essais de Gruppi (2) ; 3 buts de Lacaze (3).

Évolution du score :
Arbitre : 
Spectateurs : 20 278
Composition des équipes :
- Australie :
- France : Louis Poletti - Jacques Dubon, Claude Mantoulan, Roger Rey, Raymond Gruppi - Jacques Merquey (o, c), Georges Fages (m) - Angélo Boldini, André Casas, Aldo Quaglio, Jean Barthe, Robert Eramouspé, André Lacaze - Entraîneur : René Duffort-Jean Duhau

#### Australie - Nouvelle-Zélande
(mt : )
Homme du match : 
Points marqués :
- Australie :
- Nouvelle-Zélande :

Évolution du score :
Arbitre : 

#### Grande-Bretagne - France
(mt : )
Homme du match : 
Points marqués :
- Grande-Bretagne :
- France : 1 essai de Dubon ; 2 buts de Lacaze (2).

Évolution du score :
Arbitre : 
Spectateurs : 22 923
Composition des équipes :
- Grande-Bretagne :
- France : Louis Poletti - Jacques Dubon, Roger Rey, Claude Mantoulan, Raymond Gruppi - Jacques Merquey (o, c), Joseph Guiraud (m) - Aldo Quaglio, André Casas, Yves Mézard, Robert Eramouspé, Jean Barthe, André Lacaze - Entraîneur : René Duffort-Jean Duhau

#### Grande-Bretagne - Australie
(mt : )
Homme du match : 
Points marqués :
- Grande-Bretagne :
- Australie :

Évolution du score :
Arbitre : 

#### France - Nouvelle-Zélande
(mt : )
Homme du match : 
Points marqués :
- France :
- Nouvelle-Zélande :

Évolution du score :
Arbitre : 
Spectateurs : 2 876
Composition des équipes :
- France : Louis Poletti - Jacques Dubon, Roger Rey, Claude Mantoulan, Raymond Gruppi - Jacques Merquey (o), Georges Fages (m) - Angélo Boldini, André Vadon, Aldo Quaglio, Jean Barthe (c), Robert Eramouspé, André Lacaze - Entraîneur : René Duffort-Jean Duhau
- Nouvelle-Zélande :